# Jelisaweta Dmitrijewna Soschkina
Jelisaweta Dmitrijewna Soschkina (russisch Елизавета Дмитриевна Сошкина; * 6. Oktoberjul. / 18. Oktober 1889greg. in Rjasan; † 4. Februar 1963 ebenda) war eine russische bzw. sowjetische Geologin, Paläontologin und Hochschullehrerin.

## Leben
Soschkina stammte aus einer bürgerlichen Familie und hatte zwei Brüder und drei Schwestern. Sie schloss den Besuch des Marien-Mädchengymnasiums in Rjasan 1909 mit der Goldmedaille ab und lernte dann bei Wera Pawlowna Jekimezkaja, die in Rjasan ein zweites privates Mädchengymnasium eröffnet hatte. Das Studium an den Moskauer Höheren Guerrier-Kursen für Frauen in der Naturwissenschaft-Abteilung der Physikalisch-Mathematischen Fakultät schloss Soschkina 1915 mit einem Diplom 1. Klasse ab. Zu ihren Lehrern gehörten Sergei Tschaplygin, Nikolai Selinski, Wladimir Wernadski, Michail Menzbier, Pjotr Suschkin, Nikolai Kolzow, Sergei Namjotkin und Anna Missuna. Es folgte die Aspirantur am Lehrstuhl für Paläontologie (1916–1918). Sie reiste seit 1913 zu wissenschaftlichen Expeditionen in den Ural. 1914 wurde sie Mitglied der Moskauer Gesellschaft der Naturforscher.
Seit 1911 unterrichtete Soschkina in den Pretschistenka-Arbeiterkursen. Ab 1913 lehrte sie Naturkunde und Geographie an den Allgemeinbildungsabendkursen. 1915 wurde sie Lehrerin an zwei Moskauer Mädchengymnasien (bis 1922).
Nach der Oktoberrevolution arbeitete Soschkina ab 1919 als Assistentin am Lehrstuhl für Geologie der II. Moskauer Universität, die aus den Moskauer Höheren Guerrier-Kursen für Frauen gebildet worden war. 1930 wurde sie zur Dozentin ernannt. Ab 1924 arbeitete sie in den Expeditionen des staatlichen Geologie-Komitees und des Instituts für die Untersuchung des Nordens unter der Leitung Alexander Tschernows im Nordural (bis 1933). Sie erstellte Geologische Karten des Urals und der Petschora-Region. 1924 entdeckte sie die Intenskoje-Steinkohle-Lagerstätte.
Ab 1932 leitete Soschkina im Erdöl-Prospektionsinstitut die Paläontologie-Abteilung. 1934 wurde sie wissenschaftliche Senior-Mitarbeiterin im Laboratorium für Paläontologie des von Nikolai Fjodorowski geleiteten Allrussischen Forschungsinstituts für Mineralische Rohstoffe (WIMS). Sie entdeckte eine Unterperm-Kohle-Lagerstätte am Kossju-Nebenfluss Bolschaja Inta. Sie untersuchte die Schamott-Tone des Ufa-Plateaus, das Timanrücken-Gold und die Hydrogeologie der Oblast Kostroma. Ohne Verteidigung einer Dissertation wurde sie 1937 zur Kandidatin der geologischen Wissenschaften promoviert.
Von 1936 bis 1949 leitete Soschkina die Abteilung für Wirbellose des Instituts für Paläontologie der Akademie der Wissenschaften der UdSSR (AN-SSSR, seit 1991 Russische Akademie der Wissenschaften (RAN)). Sie untersuchte die Systematik, Evolution und Ökologie der Runzelkorallen des Paläozoikums auf der Grundlage der Biogenetischen Grundregel. 1946 verteidigte sie ihre Doktor-Dissertation über die Devon-Korallen des Ural mit Erfolg für die Promotion zur Doktorin der biologischen Wissenschaften.
Von 1937 bis 1942 lehrte Soschkina Paläontologie am Moskauer Institut für Geologische Prospektion. 1948 wurde sie zur Professorin ernannt. Sie war Mitglied der Allrussischen Paläontologischen Gesellschaft und der Allrussischen Mineralogischen Gesellschaft.
Soschkina ging 1956 in Pension und kehrte nach Rjasan zurück.

## Ehrungen
- Medaille „Für heldenmütige Arbeit im Großen Vaterländischen Krieg 1941–1945“
- Ehrenzeichen der Sowjetunion (1945)[2]
- Leninorden (1953)[2]